# Вилла Дураццо-Паллавичини
Вилла Дураццо-Паллавичини — вилла с примечательным парком 19-го века в английском романтическом стиле и небольшим ботаническим садом. В настоящее время на вилле находится Музей археологии Лигурии, расположенный по адресу: Via Pallavicini, 13, в непосредственной близости от железнодорожного вокзала в Пегли, пригороде Генуи, Италия. Парк и ботанический сад открыты ежедневно. 
Поместье было основано в конце 17-го века Клелией Дураццо Гримальди, которая в то же время основала ботанический сад Клелии Дураццо Гримальди. Сегодняшний замечательный парк был создан ее племянником Игнацио Алессандро Паллавичини после того, как он унаследовал это поместье.
Парк был спроектирован Микеле Канцио, сценографом театра Карло Феличе, и построен между 1840 и 1846 годами. Он занимает около 97 000 м² на холме позади виллы. Несмотря на узнаваемый английский романтический стиль, сад очень театрален, так как он организован как серия сцен, образующих пьесу с прологом и тремя актами («Возвращение к природе», «Память», «Очищение»). Сооружения и статуи сада образуют основные темы этого либретто.
Когда парк был открыт в сентябре 1846 года по случаю VIII Конгресса итальянских дел (VIII Congresso degli Scienziati Italiani), он быстро приобрел национальную известность. В 1928 году его тогдашняя владелеца Матильда Густинани пожертвовала Генуе как парк, так и ботанический сад, для использования в качестве общественного парка. В дальнейшем на протяжении 20-го века сад пришел в запусткние, и в 1972 году ему угрожало строительство близлежащего шоссе. Однако в 1991 году началось его восстановление в честь открытия Колумбом Америки. По состоянию на 2006 год около половины парка открыта для посетителей.
В 2017 году парк был выбран самым красивым садом Италии.
Парк содержит два пруда, дюжину примечательных сооружений, различные статуи и обширный грот. Грот представляет собой Ад Данте, с дорожками и подземным озером, через которое посетитель может подняться в Рай. В прежние годы посетители могли исследовать грот на лодке. Сооружения включают кофейню в форме триумфальной арки, деревенский дом, часовню Мадонны, мавзолей капитана, храм Дианы, цветочный дом, турецкий храм, обелиск и китайскую пагоду.

В парке также есть ряд насаждений, представляющих ботанический интерес, в том числе зрелые экземпляры араукарии Бидвилла, ливанского кедра, камфорного коричника, юбеи чилийской, нотелея excelsa, фирмиана простая, пробковый дуб, подокарп крупнолистный, множество экзотических пальм и замечательная клумба с примерно 160-ю японскими камелиями. 
- Вилла Дураццо-Паллавичини
- Китайская пагода
- Цветочный дом
- Обелиск
- Римский мост
- Храм Дианы
- Бюст Микеле Канцио

## Внешние ссылки
- Музей Лигурийской Археологии